# 16129 Kevingao
16129 Kevingao è un asteroide della fascia principale. Scoperto nel 1999, presenta un'orbita caratterizzata da un semiasse maggiore pari a 2,3109139 UA e da un'eccentricità di 0,2072478, inclinata di 4,20212° rispetto all'eclittica.